# Damien Argrett
Damien Argrett (* 6. srpna 1982) je americký basketbalista hrající českou Národní basketbalovou ligu za tým BK Ústí nad Labem. Hraje na pozici pivota.

## Kariéra v české NBL
- 2006 - 2007 : BK Ústí nad Labem